# Nyżni Sirohozy
Nyżni Sirohozy (ukr. Нижні Сірогози) – osiedle typu miejskiego w obwodzie chersońskim Ukrainy, siedziba władz rejonu nyżniosirohozkiego.
Miejscowość została założona w roku 1812. Ludność miejscowości liczy około 6 tysięcy osób.